# Association of Certified Fraud Examiners
La Asociaciación de Certificadores de Fraude (ACFE por sus siglas en inglés) es una organización profesional de examinadores de fraude. Sus actividades incluyen la producción de información de fraude, así como la generación de entrenamiento y herramientas referentes a la prevención del mismo. Su casa matrix se encuentra en Austin, Texas, y fue fundada en 1988 por Joseph T. Wells. La ACFE provee la certificación profesional de Examinador de Fraude Certificado (CFE por sus siglas en inglés).

## Fundador
Joseph T. Wells fundó la ACFE. Luego de graduarse de la Universidad de Oklahoma, sirvió por diez años en el Federal Bureau of Investigation (FBI), tiempo en el cual investigó a quien fuera el  Attorney General John N. Mitchell y su involucramiento con Watergate.
Adicional a sus funciones en la ACFE, Wells escribe y da charlas a negocios y profesionales en temas como crímenes de cuello blanco. Ha escrito libros y artículos en prevención y detección de fraude. Sus escritos aparecen en publicaciones profesionales.

## Conferencia Global sobre Fraude
Con compañías perdiendo hasta un 5% de sus ingresos por motivo de fraude ocupacional, la habilidad de detectar y prevenir el fraude es crítica. Debido a esto, ACFE ha creado la más grande conferencia anti-fraude a nivel mundial  anti-fraud, como una oportunidad para aquellos interesados en el desarrollo de las herramientas apropiadas para combatir el fraude. La 32va conferencia tendrá lugar en Las Vegas entre el 20 y 3l 25 de junio de 2021.

### Conferencias Globales anti-fraude que han sido organizadas por ACFE
- 20th ACFE Global Fraud Conference (2009) • Las Vegas, Nevada
- 21st ACFE Global Fraud Conference (2010) • Washington D. C.
- 22nd ACFE Global Fraud Conference (2011) • San Diego, California
- 23rd ACFE Global Fraud Conference (2012) • Orlando, Florida
- 24th ACFE Global Fraud Conference (2013) • Las Vegas, Nevada
- 25th ACFE Global Fraud Conference (2014) • San Antonio, Texas
- 26th ACFE Global Fraud Conference (2015) • Baltimore, Maryland
- 27th ACFE Global Fraud Conference (2016) • Las Vegas, Nevada
- 28th ACFE Global Fraud Conference (2017) • Nashville, Tennessee
- 29th ACFE Global Fraud Conference (2018) • Las Vegas, Nevada
- 30th ACFE Global Fraud Conference (2019) • Austin, Texas
- 31st ACFE Global Fraud Conference (2020) • Boston, Massachusetts

## Museo del fraude
La ACFE también posee un museo que contiene datos relacionados con fraudes famosos, el cual se encuentra abierto al público.